# Dana Powell

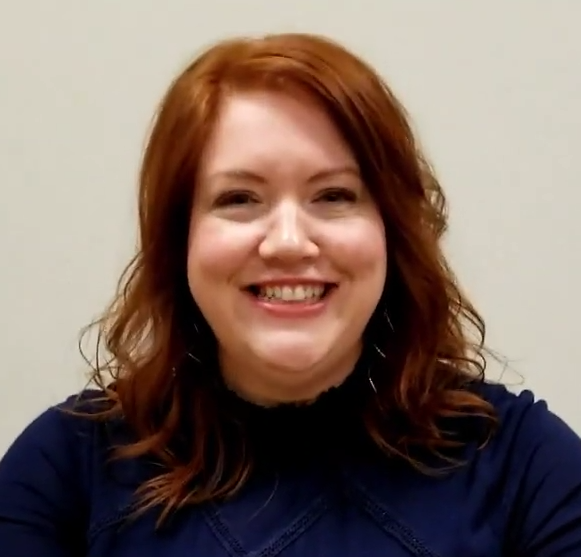
Dana Powell (2019)

Dana Powell (geboren 1974 in Springfield, Missouri) ist eine US-amerikanische Schauspielerin.

## Leben
Eine frühe Fernsehrolle für Powell war auf Reno 911! im Jahr 2005. Sie spielte eine Flugbegleiterin in dem Film Brautalarm von 2011 und hatte eine wiederkehrende Rolle in der ABC-Sitcom Suburgatory (2011–2013). Weitere Gastauftritte beinhalten Fernsehkomödien wie 2 Broke Girls, The Office und Veep – Die Vizepräsidentin.
Powells bekannteste Rolle ist Pameron Pam Tucker, die Schwester der Hauptfigur Cameron Cam Tucker (Eric Stonestreet), in der ABC-Sitcom Modern Family. Sie erschien erstmals 2013 in der fünften Staffel der Episode Farm Strong und kehrte für insgesamt 14 Folgen zurück. Powell kannte Stonestreet aus ihren Improvisationskomödien-Tagen und betrachtete ihn als ihren „inoffiziellen großen Bruder im wirklichen Leben“.
Powell hat als Autor in der digitalen Werbung gearbeitet. Sie und die Schauspielerin Alison Royer moderierten den Absolute Worst Podcast von Mai 2017 bis Dezember 2018. Seit 2019 moderiert sie den Rants and Raves Podcast mit der Schauspielerin Jessica Young.
Powell lernte ihren Ehemann Dan Tipton im Bundesstaat Missouri kennen und kurz nach ihrem Abschluss lud er sie ein, nach Los Angeles zu ziehen. Tipton arbeitete als Produktionsleiter für Modern Family. Sie haben einen Sohn.

## Filmografie (Auswahl)
- 2005: Reno 911!
- 2008: Emilys Liste
- 2011: Meine Schwester Charlie
- 2011: Brautalarm
- 2011–2013: Suburgatory
- 2012: Das Büro
- 2012: Bob’s Burgers
- 2012: 2 Broke Girls
- 2013: Arrested Development (Fernsehserie)
- 2013: Hello Ladies
- 2013–2019: Modern Family
- 2014: Veep – Die Vizepräsidentin
- 2014: Ich war’s nicht
- 2014: Mom